# Оболонська сільська територіальна громада
Оболонська сільська територіальна громада — територіальна громада в Україні, в Кременчуцькому районі Полтавської області. Адміністративний центр — село Оболонь.
Площа громади — 137,37 км², населення — 2577 мешканців (2018).
Площа громади — 466,2 кв. км, населення — 5776 осіб (2020)
Утворена 14 серпня 2017 року шляхом об'єднання Іванівської та Оболонської сільських рад Семенівського району.
У 2020 році у зв'язку з завершенням адміністративно-територіальної реформи до громади ще приєднано понад 10 сіл Семенівського району.
19 липня 2020 року, в результаті адміністративно — територіальної реформи та ліквідації Семенівського району, громада увійшла до складу новоутвореного Кременчуцького району.
За даними ЦВК орієнтовна кількість виборців громади на місцевих виборах 25 жовтня 2020 року — 4619 (особи 18 років і старші, які мають право голосу).

## Населені пункти
До складу громади входять такі села: Бурбине, Василяки, Гаївка, Горошине, Дем'янівка, Зікранці, Іванівка, Кукоби, Лукашівка, Матвіївка, Мирони, Наріжжя, Наталенки, Новий Калкаїв, Оболонь, Погребняки, Пузирі, Старий Калкаїв, Строкачі, Тукали, Худоліївка.